# Le notti porno nel mondo nº 2
Le notti porno nel mondo nº2 è un film del 1978, diretto da Joe D'Amato e Bruno Mattei (non accreditato).

## Produzione
La protagonista è doppiata da Germana Dominici.